# Nina Pens
Nina Pens Rode (* 22. Mai 1929 in Lyngby-Taarbæk; † 22. Juli 1992 in Frederiksberg) war eine dänische Schauspielerin.

## Leben und Wirken
Nina Pens absolvierte ihre Schauspielausbildung von 1947 bis 1951 an der Schauspielschule des Odense Teaters. Im Laufe ihrer Karriere stand sie in zahlreichen Theaterstücken, Musicals und Varieté-Shows auf der Bühne. Sie gastierte auch am Folketeatret, am Aarhus Teater, am Aalborg-Theater, am Det Ny-Theater, am Gladsaxe-Theater und am Königlichen Theater Kopenhagen. Sie spielte oftmals unter der Regie von Stig Lommer und Helge Rungwald. Von 1951 bis 1969 wirkte sie in zehn Spielfilmen mit.
Nina Pens war in erster Ehe von 1952 bis 1959 mit dem Theaterredakteur Mogens Lind (1898–1967) verheiratet. Die Ehe blieb kinderlos. In zweiter Ehe war sie von 1959 bis zu ihrem Tod mit dem Schauspieler Ebbe Rode verheiratet. Aus der Ehe ging ein Sohn hervor, der Schauspieler Martin Rode.
Nina Pens starb am 22. Juli 1992 im Alter von 63 Jahren in Frederiksberg. Ihre Grabstätte befindet sich auf dem Holmens-Kirkegard im Kopenhagener Stadtbezirk Østerbro.

## Filmografie (Auswahl)
- 1951: Dorte
- 1952: Husmandstøsen
- 1952: Kærlighedsdoktoren
- 1954: Arvingen
- 1956: Schabernack der Liebe (Kispus)
- 1964: Gertrud